# Candida tanzawaensis
Candida tanzawaensis är en svampart som beskrevs av Nakase & Itoh 1989. Candida tanzawaensis ingår i släktet Candida, ordningen Saccharomycetales, klassen Saccharomycetes, divisionen sporsäcksvampar och riket svampar.   Inga underarter finns listade i Catalogue of Life.